# Undinella oblonga
Undinella oblonga is een eenoogkreeftjessoort uit de familie van de Tharybidae. De wetenschappelijke naam van de soort werd in 1900 voor het eerst geldig gepubliceerd door Georg Ossian Sars.